# Abul Ula Idris al-Mamun
Abul Ula Idris al-Mamun of Idris I (overleden 1232) was de achtste kalief van de Almohaden-dynastie in de Maghreb en Al-Andalus. Hij regeerde van 1227 tot 1232.
Hij kwam in 1227 in Al-Andalus in opstand tegen zijn broer Abu Mohammed Abdallah al-Adil en werd hierbij gesteund door Ferdinand III van Castilië. Hij stak daarna met 12.000 huurlingen uit het Koninkrijk Castilië over naar Marokko en wist Yahya, de zoon van Abu Mohammed Abdallah al-Adil ten val te brengen.
In 1229 brokkelde zijn rijk af en waren het de Hafsiden in Ifriqiyah die zich afscheidden en later (1235) in Algerije de Zianiden. Ook in Al-Andalus werd het einde ingeleid door de opstand van Ibn Hud en in Marokko gebeurde dat door de Meriniden.